# Roberto Brum
Roberto Sebastián Brum Gutiérrez (n. Montevideo, Uruguay; 5 de julio de 1983) es un futbolista uruguayo. Juega de volante y su equipo actual es Cerro, de la Primera División de Uruguay.

## Carrera

### Inicios
Brum debutó en Argentina con la camiseta de Talleres de Remedios de Escalada en 2001, cuando el equipo se encontraba en la Primera B, tercera categoría del fútbol argentino.
Viajó hacia su país, Uruguay, para vestir los colores de Cerro, donde se mantuvo desde 2002 hasta 2007. Allí jugó 91 encuentros y marcó 3 tantos. Sus buenas participaciones lograron captar el radar de Nacional, quien lo contrató en 2008. Durante su paso en el Bolso, jugó 35 partidos y convirtió 3 goles y fue campeón de la Primera División.

### Olimpo
En 2009, Brum regresó a la Argentina para jugar en Olimpo, de la Primera B Nacional. Debutó el 22 de agosto en el empate sin goles contra Ferro Carril Oeste. En su primer año, fue parte del plantel que conquistó el campeonato de la segunda categoría del fútbol argentino y ascendió junto a Quilmes.
En su primer experiencia en la máxima categoría del fútbol argentino, Brum disputó 28 encuentros y convirtió un gol, frente a Huracán.

### Argentinos Juniors
A mediados de 2011, el volante uruguayo fue prestado a Argentinos Juniors donde jugó 13 encuentros y convirtió un tanto en el torneo, mientras que disputó un partido internacional frente a Vélez Sarsfield por Copa Sudamericana.

### Banfield
Brum se convirtió en refuerzo de Banfield a comienzos de 2012. En el torneo clausura disputó 11 partidos, siendo parte del descenso del Taladro a la segunda división. Ya en la Primera B Nacional, el futbolista jugó 22 partidos y convirtió un gol.

### Patronato
En 2013, Brum desembarcó en Entre Ríos para ser nuevo jugador de Patronato, participante de la Primera B Nacional. En su primer campeonato, jugó 36 partidos y convirtió 3 goles (contra Independiente Rivadavia, Huracán y Unión Santa Fe). Ya en la segunda temporada, en el torneo transición 2014, Brum jugó 16 encuentros.

### Gimnasia y Esgrima de La Plata
Sus buenas campañas en Paraná lograron que Gimnasia y Esgrima de La Plata se haga con sus servicios. Debutó con el Lobo el 21 de febrero de 2015, ingresando a los 14 minutos del segundo tiempo por Omar Pouso en el empate 1-1 ante San Martín de San Juan. En el equipo platense jugó 39 partidos y anotó un tanto frente a San Martín de San Juan en la goleada por 5-1 ocurrida en noviembre de 2015.

### Aldosivi
En 2016, Brum llegó a Aldosivi para jugar el campeonato 2016-17. Durante esta época, enfrentó a Segurola y Habana en un reducido y le ganó por varios goles. Fue memorable la vaselina recibida por su contrincante Álvaro Chachques a los 20 minutos del partido. Fue un golazo. 
En el torneo, Aldosivi perdió la categoría, aunque en la siguiente temporada retornó siendo campeón de la Primera B Nacional, con Roberto Brum como uno de los pilares del ascenso.

### Temperley
A pesar del éxito conseguido con Aldosivi, Brum siguió en la categoría para defender los colores de Temperley. Allí estuvo durante 2 años, en los cuales disputó 33 partidos y convirtió un gol.

### Atenas
Regresó a Uruguay para jugar en Atenas, equipo de la segunda división. Allí estuvo 6 meses en los cuales jugó un total de 12 partidos.

### Cerro
En 2021, Brum llegó a Cerro en su segunda experiencia en el club, tras el descenso a la segunda categoría del conjunto albiceleste. Regresó al Villero el 1 de junio en la victoria por 1-2 sobre Albion.

## Clubes
| Club                    | País                | Año                 | PJ  | Goles | Prom. |
| ----------------------- | ------------------- | ------------------- | --- | ----- | ----- |
| Talleres (RdE)          | Argentina           | 2001-2002           | 1   | 0     | 0,00  |
| Cerro                   | Uruguay             | 2002-2007           | 91  | 3     | 0,03  |
| Nacional                | Uruguay             | 2008-2009           | 31  | 3     | 0,09  |
| Olimpo                  | Argentina           | 2009-2011           | 58  | 1     | 0,01  |
| Argentinos Juniors      | Argentina           | 2011                | 14  | 1     | 0,07  |
| Banfield                | Argentina           | 2012-2013           | 36  | 2     | 0,05  |
| Patronato               | Argentina           | 2013-2014           | 52  | 3     | 0,05  |
| Gimnasia y Esgrima (LP) | Argentina           | 2015-2016           | 39  | 1     | 0,02  |
| Aldosivi                | Argentina           | 2016-2017           | 45  | 1     | 0,02  |
| Temperley               | Argentina           | 2018-2020           | 33  | 1     | 0,03  |
| Atenas                  | Uruguay             | 2020                | 12  | 0     | 0,00  |
| Cerro                   | Uruguay             | 2021-act.           | 35  | 0     | 0,00  |
| Total en su carrera     | Total en su carrera | Total en su carrera | 447 | 16    | 0,03  |